# モーソン・ピーク
モーソン・ピーク（英: Mawson Peak）は、南極海に位置するオーストラリア領ハード島の山。標高2745mの同国最高峰だが、オーストラリア南極領土のマックリントック山 (3490m) よりは低い。ビッグ・ベン山塊の主峰をなす、活発な複合火山である。
イギリス・オーストラリア・ニュージーランド南極調査探検隊 (BANZARE) 隊長として、1929年に島を訪れたダグラス・モーソン卿にちなみ、1948年にオーストラリア国立南極調査探検隊 (ANARE) が命名した。